# Shepherd (Texas)
Shepherd é uma cidade localizada no estado norte-americano do Texas, no Condado de San Jacinto.

## Demografia
Segundo o censo norte-americano de 2000, a sua população era de 2029 habitantes.
Em 2006, foi estimada uma população de 2262, um aumento de 233 (11.5%).

## Geografia
De acordo com o United States Census Bureau tem uma área de
15,8 km², dos quais 15,8 km² cobertos por terra e 0,0 km² cobertos por água.

## Localidades na vizinhança
O diagrama seguinte representa as localidades num raio de 28 km ao redor de Shepherd.